# Irving Bacheller

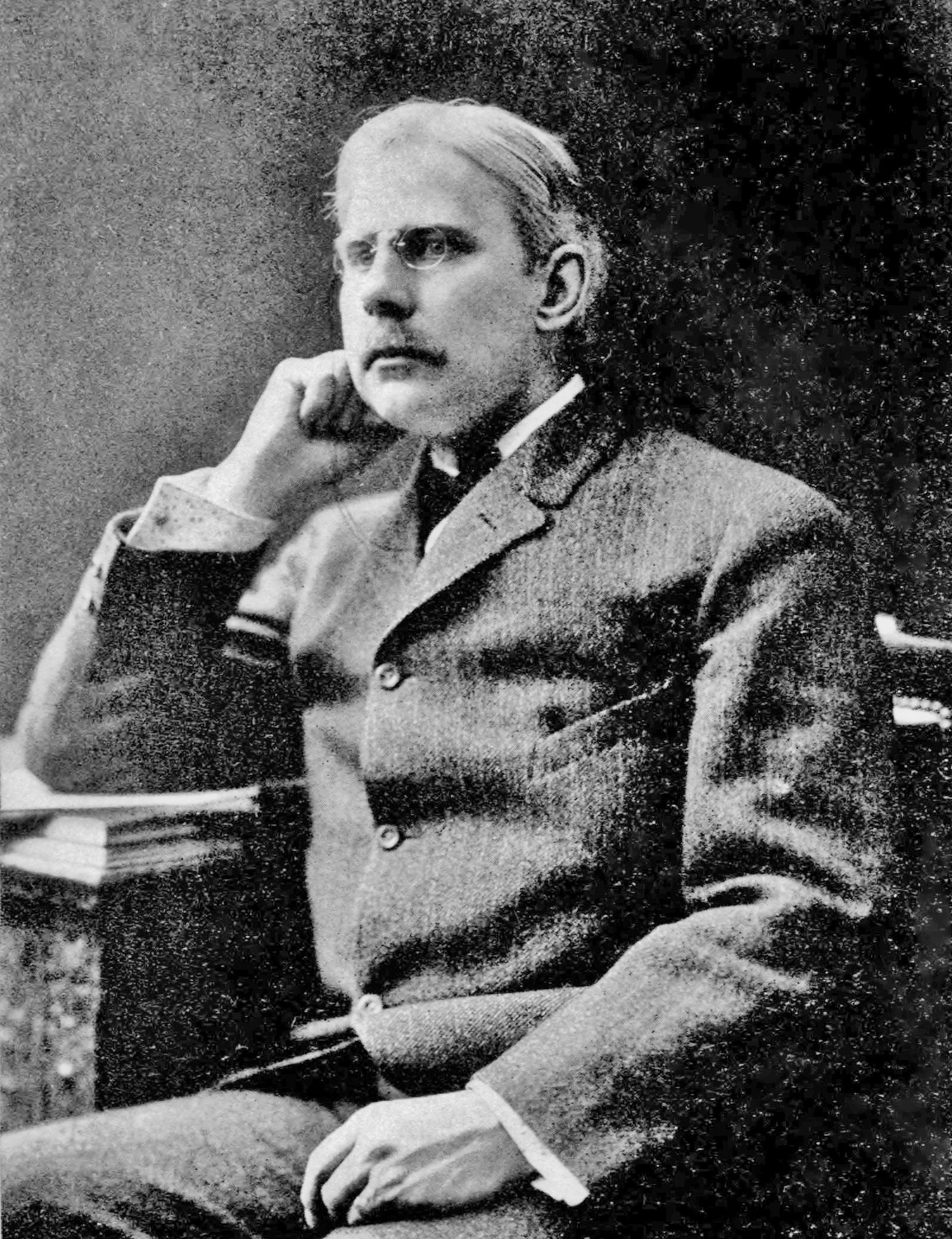
Irving Bacheller

Addison Irving Bacheller född 26 september 1859 i Pierrepont, New York, död 24 februari 1950 i White Plains, New York, var en amerikansk journalist och författare som grundade den första moderna presstjänsten för tidningar i USA.

## Biografi
Bacheller föddes i Pierrepont, New York. Han studerade vid St. Lawrence University fram till 1882 då han fick ett jobb vid en tidning i New York.  Två år senare grundade han ett företag som erbjöd specialiserade artiklar till de stora söndagstidningarna. Det var Bachellers presstjänst som gjorde att de amerikanska läsarna kunde få läsa verk av brittiska författare som Joseph Conrad, Arthur Conan Doyle, och Rudyard Kipling. För tidningsläsarna introducerade han även New Jerseyförfattaren Stephen Crane genom att erbjuda tidningarna hans verk The Red Badge of Courage i serieform. 
Bacheller började själv skriva och 1892 gav han ut The Master of Silence och  Still House of O'Darrow kom 1894. Fastän han var redaktör för söndagsutgåvan av New York World 1898, valde han snart en heltidskarriär som romanförfattare. År 1900 kom hans roman Eben Holden, med underrubriken A Tale of the North Country, vilken blev en stor framgång. Enligt New York Times, var Eben Holden den fjärde bäst säljande romanen i USA år 1900. År 1901 var boken fortfarande rankad som försäljningsfemma och hans nästa roman som gavs ut det året, D'ri and I låg 10:a på försäljningslistan. Sexton år senare, nådde Bachellers verk The Light in the Clearing upp till andra plats på den amerikanska försäljningslistan och 1920, hamnade romanen A Man for the Ages femma.
Trots att Bacheller fortsatte att ge ut en rad böcker verkade han även som krigskorrespondent i Frankrike under första världskriget.  
Bacheller dog i White Plains, New York 1950. Under senare år har flera av hans verk återutgivits och ett dittills opublicerat manuskript Lost in the Fog gavs ut 1990.